# Mesteacăn, Maramureș
Mesteacăn este un sat în comuna Valea Chioarului din județul Maramureș, Transilvania, România.

## Istoric
Prima atestare documentară: 1424 (Nyires). 

## Etimologie
Etimologia numelui localității: din subst. mesteacăn „arbore cu scoarța albă" (Betula verrucosa) (< lat. mastichinus < mastihi „mastică"). 

## Demografie
La recensământul din 2011, populația era de 349 locuitori. 